# 雙鞭毛生物
雙鞭毛生物是其真核細胞具有兩個鞭毛的一種生物，是真核生物的两大类群之一。

## 特征酶
雙鞭毛生物的另一個共有特徵為有兩個基因融合在一起：胸苷酸合成酶和二氫葉酸還原酶融合成一個有兩個功能的蛋白質。這些基因在單鞭毛生物中是被分別轉譯的。

## 分类
一些研究猜測單鞭毛生物（有一個鞭毛的真核細胞）是後鞭毛生物（動物、真菌和其他相關類型）和變形蟲的祖先，而雙鞭毛生物則為泛植物（植物和其近親）、古蟲界、有孔蟲界和囊泡藻界等生物的祖先。湯瑪斯·卡弗利爾-史密斯亦猜測无根虫(Apusozoa)實際上也屬於雙鞭毛生物，但此類生物一般被認為是地位未定。
雙鞭毛生物之間的關係並不很清楚。湯瑪斯·卡弗利爾-史密斯把古蟲界和有孔蟲界分進 Cabozoa 且將泛植物和囊泡藻界分進 Corticata 中，但至少有一個其他的研究猜測有孔蟲界和囊泡藻界會形成一個分支。